# Final Fantasy Fables: Chocobo Tales
Final Fantasy Fables: Chocobo Tales es un videojuego de aventuras desarrollado por h.a.n.d. y publicado por Square Enix para Nintendo DS. Fue lanzado en Japón el 14 de diciembre de 2006, en Norteamérica el 3 de abril de 2007 y en la región PAL en mayo.
Final Fantasy Fables es un spin-off de Final Fantasy protagonizado por un Chocobo en un escenario que presenta elementos y criaturas comunes de la serie. También se reutiliza música del resto de la serie. El juego se compone de una serie de minijuegos entrelazados en una aventura principal. El juego fue recibido positivamente por la crítica, que valoró la originalidad y el carácter alegre del título.
Una secuela, Chocobo to Mahō no Ehon: Majō to Shōjo to Gonin no Yūsha (チョコボと魔法の絵本 魔女と少女と5人の勇者?  "Chocobo Tales: The Witch, the Girl, and the Five Heroes") fue lanzado en Japón el 11 de diciembre de 2008.

## Jugabilidad
Chocobo Tales presenta una combinación de tres tipos diferentes de juego; videojuego de rol, exploración y batallas de cartas. Los jugadores exploran un entorno 3D para encontrar libros ilustrados. Al encontrarlos, el jugador es transportado a libros ilustrados emergentes para completar minijuegos y abrir el camino a la siguiente parte de la historia. Los libros ilustrados toman la forma de Fábulas de Esopo y Cuentos de hadas de Grimm con el personaje jugador a menudo tomando el papel principal. Otros personajes de Final Fantasy asumen roles dentro de las historias. Minijuegos más simplistas, conocidos como microjuegos, también se encuentran dispersos por todo el mundo. Unlike minigames, these are not located within pop-up books, do not affect the game-world and are not required to progress in the game.
A lo largo de la historia, el jugador participará en combates conocidos como "duelos emergentes". Las batallas utilizan un mazo construido a partir de cartas que han recopilado de eventos de la historia, minijuegos, microjuegos u otros personajes. Estos mazos se utilizan para luchar contra los jefes del juego en juegos de batalla de cartas. Chocobo Tales también incluye capacidades multijugador en línea. Los jugadores pueden competir entre sí en duelos emergentes o minijuegos. Ambos modos pueden conectarse a través de una red inalámbrica local o mediante la Nintendo Wi-Fi. El modo multijugador incluye jugar batallas de cartas en juegos con varias cartas y en línea mediante el uso de Wi-Fi de Nintendo, y los minijuegos también son multijugador con descarga de varias tarjetas y de una sola tarjeta. De 2 a 4 jugadores pueden formar equipos para batallas o participar en minijuegos.

## Historia
El elenco de personajes incluye personajes recurrentes como Chocobo, una White Mage llamada Shirma, una Black Mage llamada Croma , y otros como Irma, la líder de los villanos cuyo plan es liberar al Maestro Oscuro Bebuzzu, el principal antagonista sellado dentro del libro de Croma, Greeble y Peekaboo, una pareja formada por un Chocobo azul flaco y un Chocobo rosa gordo, Jail Birds, un grupo de Chocobos negros actuando y vestidos como delincuentes estereotipados (pasamontañas negros y camisas a rayas blancas y negras), y Volg, un Chocobo negro que trabaja junto a Greeble y Peekaboo.
La historia se desarrolla en un entorno bastante similar a los juegos de Final Fantasy como Final Fantasy I y V; un entorno medieval a pesar de tener cosas como aeronaves. A lo largo del juego, Chocobo debe ingresar a libros mágicos ilustrados que están tomados de cuentos de hadas e historias populares existentes, adaptados para adaptarse al universo de Final Fantasy y, a menudo, protagonizados por un Chocobo como personaje principal. Hay ocho libros de cuentos para descubrir, cada uno de los cuales consta de dos volúmenes, y los volúmenes separados a menudo hacen referencia a historias distintas.

## Desarrollo
Chocobo Tales se anunció en el verano de 2006. Los detalles iniciales giraron en torno al personaje principal, Chocobo, la secuencia inicial de la historia y los mundos del libro ilustrado. Más detalles incluyeron los duelos emergentes y más información relacionada con la historia. El juego fue producido por Yuki Yokoyama y su creación requirió 20 miembros del personal al año. La primera decisión que se tomó fue crear un juego sobre chocobos, la investigación de mercado mostró que los personajes son más populares entre los jugadores más jóvenes, por lo que el juego fue diseñado para el sistema Nintendo DS, un sistema popular con ese grupo de edad.

### Audio
Gran parte de la música del juego ha sido "tomada prestada" de otros juegos de Final Fantasy recién renderizados. La música que se reproduce durante las batallas de cartas es el tema de batalla del primer Final Fantasy, al igual que el tema que se reproduce al atravesar el Monte Magma es el mismo que el tema del Volcán Gulug del mismo juego. El tema de la victoria es el clásico jingle, con la possintonía previa al VII. Hay muchos otros ejemplos, como el tema de las carreras de chocobos de FFVII, el tema de Boss tomado de VI, la casa de Irma es una interpretación de la música de tristeza de IV y los créditos finales presenta el tema del dirigible de VIII. También se ha tomado prestada música de Final Fantasy III, como el tema de la sala de cristal y el tema de Gysahl.

## Recepción
Chocobo Tales vendió más de 78,000 copias en Japón a finales de 2006, poco más de dos semanas después de su lanzamiento. Vendió 100,000 copias en Europa y 70.000 copias en Norteamérica en noviembre de 2007. Chocobo Tales recibió críticas positivas en general. RPGamer comentó que "Final Fantasy Fables es bastante único y ofrece una amplia variedad de opciones de juego. En el enorme mundo de la serie Final Fantasy, se da un nuevo giro en un intento de crear algo nuevo". Edge se refirió al juego como un "esfuerzo decente". Felicitaron las imágenes, pero afirmaron que "la ejecución y el atractivo son limitados". IGN calificó a Chocobo Tales como una "experiencia sorprendentemente divertida y atractiva". GameSpot dijo que "podría parecer es sólo otro juego para niños, pero hay muchos juegos de calidad enterrados bajo las imágenes empalagosas".
La jugabilidad de los minijuegos y los duelos emergentes fueron bien recibidos. IGN calificó los minijuegos de "inteligentes y divertidos" y destacó que la batalla de cartas es simple pero desafiante. GameSpy elogió los minijuegos y las batallas de cartas.  RPGamer elogió la cantidad de minijuegos y calificó el sistema de batalla de cartas como "impresionante". GameSpot también elogió los minijuegos y batallas de cartas, pero comentó que algunos minijuegos eran frustrantes. La historia recibió críticas mixtas. Algunos críticos lo disfrutaron mientras que otros lo calificaron de infantil. GameSpy comentó que la historia era predecible y cliché. RPGamer se refirió a ella como una "historia alegre". IGN' ' dijo que la historia no es enorme ni elaborada, pero que el juego es sorprendentemente divertido para los mayores. IGN también incluyó el juego como la octava colección de minijuegos más grande del mercado en la Wii o DS de Nintendo.